# ジェフ・ホワイトホーン
ジェフ・ホワイトホーン（Geoff Whitehorn、1951年8月29日 - ）は、イングランド・ロンドン出身のロック・ギタリスト。

## 来歴
1973年8月にイフに加入し、1974年には初のソロ・アルバム『ジェフ・ホワイトホーン』を発表しており、同作ではボーカルも兼任した。イフ解散後、マギー・ベルのバンドを経て、1976年にポール・コゾフの後任としてバック・ストリート・クローラーに加入するが、最終的にはバンド名がクローラーに変更され、1979年の解散まで在籍した。その後は1988年まで、ロジャー・チャップマンのバック・バンド「ザ・ショートリスト」のメンバーとして活動した。また、ポール・マッカートニーのアルバム『パイプス・オブ・ピース』（1983年）収録曲「スルー・アワ・ラヴ（ただ愛に生きて）」にはアコースティック・ギターで参加している。
1990年6月以降、バッド・カンパニーのツアーでミック・ラルフスの代役を務め、1991年12月にプロコル・ハルムに加入した。また、1990年代にはプロコル・ハルムと並行してポール・ロジャースやロジャー・ダルトリーのバンドにも参加し、1996年のザ・フーのハイド・パーク公演では、当時難聴に悩まされていたピート・タウンゼント（この時はアコースティック・ギターに専念）の代わりにリード・ギターを弾いた。

## ディスコグラフィ

### ソロ・アルバム
- 『ジェフ・ホワイトホーン』 - Geoff Whitehorn (1974年）
- Geoff Who? (1990年)
- Big in Gravesend (1994年)
- Classic Rock (2000年)※Stephan Northとの連名

### 主な参加作品
イフ
- Not Just Another Bunch of Pretty Faces (1974年)
- Tea Break Over–Back on Your 'Eads! (1975年)

クローラー
- 『毒牙』 - Crawler (1977年)
- 『毒蛇の旋律』 - Snake, Rattle and Roll (1978年)

エリック・バードン
- 『ブルースを歌うために』 - Survivor (1977年)

ロジャー・チャップマン
- Chappo (1979年)
- Live in Hamburg (1979年) ※ライブ・アルバム
- Mail Order Magic (1980年)
- Hyenas Only Laugh For Fun (1981年)
- He Was... She Was... You Was... We Was... (1982年) ※ライブ・アルバム
- Mango Crazy (1983年)
- The Shadow Knows (1984年)
- Zipper (1986年)
- Life in the Pond (2021年) ※3曲のみ参加

マンフレッド・マンズ・アース・バンド
- 『チャンス』 - Chance (1980年)

ケヴィン・エアーズ
- 『ザッツ・ホワット・ユー・ゲット・ベイブ』 - That's What You Get Babe (1980年) ※1曲のみ参加

ポール・マッカートニー
- 『パイプス・オブ・ピース』 - Pipes of Peace (1983年) ※1曲のみ参加

ビリー・オーシャン
- 『サドンリー』 - Suddenly (1984年)

ロジャー・ウォーターズ
- 『死滅遊戯』 - Amused to Death (1992年) ※4曲のみ参加

ポール・ロジャース
- 『ポール・ロジャース・ライヴ』 - Live：The Loreley Tapes (1996年) ※ライブ・アルバム
- 『NOW』 - Now (1997年)
- 『エレクトリック』 - Electric (1999年)

プロコル・ハルム
- 『ウェルズ・オン・ファイアー』 - The Well's on Fire (2003年)
- In Concert with the Danish National Concert Orchestra & Choir (2009年) ※ライブ・アルバム
- 『乙女は新たな夢に』 - Novum (2017年)